# ANKH
ANKH（アンク）は、かつてジャニーズ事務所に所属していた日本の男性アイドルグループ、ロックバンドである。

## メンバー
| 名前                        | 生年月日       | 出身地         | 担当                        | 備考                   |
| --------------------------- | -------------- | -------------- | --------------------------- | ---------------------- |
| 柴谷英樹（しばや ひでき）   | 1960年11月21日 | 東京都小平市   | リードボーカル サイドギター | 現：東真司             |
| 大野祥孝（おおの よしたか） | 1962年2月15日  | 東京都練馬区   | キーボード ボーカル         |                        |
| 長谷部徹（はせべ とおる）   | 1963年6月21日  | 千葉県習志野市 | ドラム                      |                        |
| 松原秀樹（まつばら ひでき） | 1961年11月2日  | 大阪府大阪市   | ベース ボーカル             | 伊藤脱退後のリーダー。 |
| 曽我泰久（そが やすひさ）   | 1963年1月7日   | 東京都北区赤羽 | リードギター ボーカル       |                        |

### 脱退メンバー
| 名前                      | 生年月日     | 出身地       | 担当                  | 備考                                                                                 |
| ------------------------- | ------------ | ------------ | --------------------- | ------------------------------------------------------------------------------------ |
| 伊藤栄悟（いとう えいご） | 1959年5月4日 | 長野県松本市 | リードギター ボーカル | 結成時はグループのリーダーでもあったが、デビュー後半年ほどで病気療養との名目で脱退。 |

## 概要
- 川崎麻世などのバックバンドとして活動していたギャングスに、新たにリードボーカルの柴谷英樹と、音楽経験の豊富な伊藤栄悟とを迎える事で生まれたバンド。
- 1980年7月21日、『24時間テレビ 「愛は地球を救う」』のイメージソング、『イマジネーション』にて、フォーライフ・レコードよりデビューした。
- グループ名の由来は、「生命の象徴」として古代エジプトが用いた象形文字「音楽の生命」を見つめなおすことから出発したいと考えでできたと言われている。
- メンバーの柴谷英樹は、当時よく「柴谷秀樹」と誤表記される事が多かった。　当時のアイドル誌、レコードの歌詞カード、映画『ハイティーン・ブギ』出演時のクレジット等、あらゆる場所で「秀樹」と誤表記されている。
- 自分達のオリジナル楽曲の他にも、山下達郎や浜田省吾などの曲を、よくステージで披露していた。
- 1982年3月、新宿RUIDOで行われたライブで解散した。

## 解散後

### 柴谷英樹
ジャニーズ事務所を退社後、1987年に放送された『光戦隊マスクマン』の第39話にて、スーパー戦隊シリーズで初の6人目の戦士・X1マスクに変身する飛鳥リョオを演じた後、「東真司」に改名し、映画監督に転身。

### 大野祥孝
ジャニーズ事務所を退社後、『東京音楽事業者連盟』の理事、及びホリプロ傘下の音楽制作会社およびミュージシャン派遣会社『新音楽協会』の常務取締役を務めている。

### 長谷部徹
ジャニーズ事務所を退社後、1982年に、フュージョンバンドのTHE SQUAREに加入。1985年にバンドを脱退した後、スタジオミュージシャンとして活動する他、多くのミュージシャンとライブでセッションをしている。

### 伊藤栄悟
ジャニーズ事務所を退社後、1989年に豊川誕が結成したバンド「MESSIAH（メサイア）」にギタリストとして参加した。

### 松原秀樹
ジャニーズ事務所を退社後、ANKHのレコーディングで知り合った鷺巣詩郎の誘いによりスタジオワークを始める。同じくスタジオミュージシャンに転身した長谷部とレコーディングで共演することも多かった。現在も高中正義、角松敏生、柴田淳などのサポートミュージシャンとして活動している。

### 曽我泰久
1983年に、バンドTHE GOOD-BYEに加入（GOOD-BYEは1990年に活動を休止したが、2003年より再始動。不定期ながらライブを行っている）。1990年にジャニーズ事務所を退社。ソロアーティストとして活動している。

## ディスコグラフィ

### シングル
| #                      | 発売日                 | タイトル               | B面                    | 規格                   | 規格品番               | オリコン最高位         |
| フォーライフ・レコード | フォーライフ・レコード | フォーライフ・レコード | フォーライフ・レコード | フォーライフ・レコード | フォーライフ・レコード | フォーライフ・レコード |
| ---------------------- | ---------------------- | ---------------------- | ---------------------- | ---------------------- | ---------------------- | ---------------------- |
| 1st                    | 1980年7月21日          | イマジネーション       | 至近距離               | EP                     | FLS-1075               | 93位                   |
| 2nd                    | 1980年10月21日         | 未来に向って           | 鉄腕アトム             | EP                     | 7K-2                   | 圏外                   |
| 3rd                    | 1981年6月21日          | She・愛・最前線        | ふりむくなオンナ達     | EP                     | 7K-23                  | 圏外                   |

### アルバム

#### オリジナルアルバム
|                        | 発売日                 | タイトル               | 規格                   | 規格品番               |                        |
| フォーライフ・レコード | フォーライフ・レコード | フォーライフ・レコード | フォーライフ・レコード | フォーライフ・レコード | フォーライフ・レコード |
| ---------------------- | ---------------------- | ---------------------- | ---------------------- | ---------------------- | ---------------------- |
| 1st                    | 1981年8月              | FIRST WAVE             | LP                     | 28K-24                 |                        |

### 参加楽曲
| 発売日        | 商品名                                   | 歌   | 楽曲                         | 備考                                                     |
| ------------- | ---------------------------------------- | ---- | ---------------------------- | -------------------------------------------------------- |
| 1980年12月5日 | 鉄腕アトム オリジナル サウンド・トラック | ANKH | 「僕らは愛のメッセンジャー」 | 日本テレビ系全国ネットアニメーション『鉄腕アトム』関連曲 |
| 1980年12月5日 | 鉄腕アトム オリジナル サウンド・トラック | ANKH | 「翼あるものたち」           | 日本テレビ系全国ネットアニメーション『鉄腕アトム』関連曲 |
| 1981年3月     | 鉄腕アトム / フウムーン                  | ANKH | 「愛の星」                   | テレビアニメ『フウムーン』挿入歌                         |

### タイアップ
| 楽曲             | タイアップ                                                           | 収録作品                     |
| ---------------- | -------------------------------------------------------------------- | ---------------------------- |
| イマジネーション | 24時間テレビ 「愛は地球を救う」イメージソング                        | シングル「イマジネーション」 |
| 未来に向って     | 日本テレビ系全国ネットアニメーション『鉄腕アトム』エンディングテーマ | シングル「未来に向って」     |